# سفارت اردن در لندن
سفارت اردن در لندن (به انگلیسی: Embassy of Jordan) یک منطقهٔ مسکونی و نمایندگی سیاسی این کشور در بریتانیا است که در لندن واقع شده‌است.